# Beverly Hills
Beverly Hills is een stad en gemeente in Los Angeles County in de Amerikaanse staat Californië. Het wordt vooral omringd door de stad Los Angeles en de voet van de Santa Monica Mountains. De stad is met name bekend vanwege het grote aantal pop- en filmsterren dat er woont. Het behoort tot het gebied Hollywood, hoewel het niet deel uitmaakt van het district Hollywood maar een eigen stad vormt.

## Geschiedenis

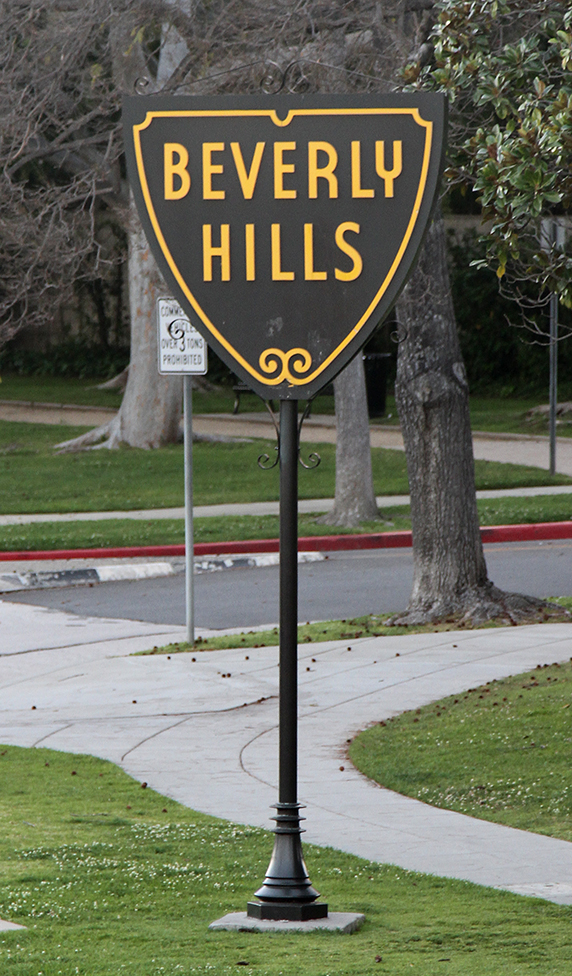
Het bord bij Beverly Hills

Het gebied dat eens Beverly Hills zou worden was vruchtbaar vanwege de stromen die daar in de regenachtige maanden samenkwamen. Het water stroomde uit de canyons en vormden een moeras, waar nu Beverly Drive en Sunset Boulevard zijn. Het vormde de habitat voor ganzen en eenden, wilde paarden en antilopen.
In 1900 werd het land aangekocht door de Amalgamated Oil Company, zij boorden een aantal proefgaten, maar konden geen olie vinden. In 1906 werd het land verkocht aan de Rodeo Land and Water Company, die er een stad bouwde. De stad werd gebouwd met wijde straten, en een aantal verschillende bomen in de aanplanting. Aan het einde van 1913 had de nieuwe stad een hotel (het Beverly Hills Hotel) en een tramlijn en was het deel van Los Angeles. Het had 550 inwoners.
In 1919 bouwden Mary Pickford en Douglas Fairbanks hun huis, Pickfair, op Summit Drive, en vele andere beroemdheden volgden.

## Plaatsen in de nabije omgeving
De onderstaande figuur toont nabijgelegen plaatsen in een straal van 16 km rond Beverly Hills.

## Bekende inwoners van Beverly Hills

### Geboren
- John Drew Barrymore (1932-2004), acteur
- Richard Chamberlain (1934-2025), acteur
- Karen Lynn Gorney (1945), actrice
- Candice Bergen (1946), actrice
- Albert Brooks (1947), acteur, schrijver, komiek en filmregisseur
- Carrie Fisher (1956-2016), actrice
- Joshua Rifkind (1965), acteur
- Tori Spelling (1973), actrice
- James Badge Dale (1978), acteur
- Logan Lerman (1992), acteur

### Overleden
- Gaston Chevrolet (1892-1920), autocoureur
- Paul Bern (1889-1932), Duits-Amerikaans filmregisseur
- Montagu Love (1877-1943), Brits acteur
- Sergej Rachmaninov (1873-1943), Russisch componist, pianist, dirigent en muziekpedagoog
- Noah Beery (1882-1946), acteur
- Bugsy Siegel (1906-1947), gangster
- Wallace Beery (1885-1949), acteur
- Frank Morgan (1890-1949), acteur
- Carmen Miranda (1909-1955), Braziliaans zangeres en actrice
- Robert Newton (1905-1956), Brits acteur
- Jesse L. Lasky (1880-1958), filmproducent
- Ethel Barrymore (1879-1959), actrice
- Gary Cooper (1901-1961), acteur
- Bruno Walter (1876-1962), Duits dirigent
- Victoria Forde (1896-1964), actrice
- Herbert Marshall (1890-1966), Brits acteur
- Clifton Webb (1889-1966), acteur, zanger en danser
- Stuart Erwin (1903-1967), acteur
- Spencer Tracy (1900-1967), acteur
- Marilyn Maxwell (1921-1972), actrice
- Claire Dodd (1908-1973), actrice
- Rosalind Russell (1907-1976), actrice
- Rock Hudson (1925-1985), acteur
- Donna Reed (1921-1986), actrice
- Mervyn LeRoy (1900-1987), filmregisseur
- Lucille Ball (1911-1989), actrice
- Sammy Davis jr. (1925-1990), zanger, acteur, entertainment
- Henry Mancini (1924-1994), componist van filmmuziek
- Gilbert Roland (1905-1994), Mexicaans acteur
- Dean Martin (1917-1995), zanger en acteur
- Elizabeth Montgomery (1933-1995), actrice
- Pandro S. Berman (1905-1996), filmproducent
- Ella Fitzgerald (1917-1996), jazzzangeres
- Gene Kelly (1912-1996), acteur, danser, zanger, filmregisseur en producer
- Timothy Leary (1920-1996), schrijver, psycholoog, softwareontwerper
- James Stewart (acteur) (1908-1997), acteur
- Harry Monty (1904-1999), acteur en stuntman
- Rosemary Clooney (1928-2002), zangeres
- James Coburn (1928-2002), acteur
- Billy Wilder (1906-2002), filmmaker, regisseur
- Nell Carter (1948-2003), actrice en zangeres
- Robert Stack (1919-2003), acteur
- Ray Charles (1930-2004), zanger en pianist
- Anna Lee (1913-2004), Brits actrice
- Janet Leigh (1927-2004), actrice
- Glenn Ford (1916-2006), acteur
- Don Knotts (1924-2006), acteur
- Stuart Rosenberg (1927-2007), regisseur
- Charlton Heston (1924-2008), acteur
- Peter Falk (1927-2011), acteur en draaiboekschrijver
- Whitney Houston (1963-2012), zangeres
- Ann Rutherford (1917-2012), Canadees-Amerikaans actrice
- Maxine Stuart (1918-2013), actrice
- Esther Williams (1921-2013), actrice en zwemster
- Kirk Kerkorian (1917-2015), filantroop
- Rod McKuen (1933-2015), zanger, dichter, componist
- Leslie H. Martinson (1915-2016), film- en tv-regisseur
- Kay Starr (1922-2016), zangeres
- Richard Anderson (1926-2017), acteur
- Brad Grey (1959-2017), filmproducent
- Curt Lowens (1925-2017), acteur
- Don Rickles (1926-2017), acteur en comedian
- Bea Wain (1917-2017), zangeres
- Kirk Douglas (1916-2020), acteur, filmproducent, filmregisseur, activist en auteur
- Linda Cristal (1934-2020), Argentijns actrice
- Carl Reiner (1922-2020), acteur, komiek, regisseur
- Hal Holbrook (1925-2021), acteur
- Bhaskar Menon (1934-2021), Indiaas-Amerikaans directeur in de muziekindustrie en media
- Cynthia Weil (1940-2023), songwriter, muziekproducent

### Woonachtig (geweest)
- Harry Belafonte (1927-2023), zanger en acteur
- Gene Hackman (1930-2025), acteur
- Rita Moreno (1931), Puerto Ricaans actrice
- Barbara Eden (1931), actrice
- Debbie Reynolds (1932-2016), actrice en zangeres
- Pat Boone (1934), zanger en acteur
- Bobby Vinton (1935), popzanger
- Jack Nicholson (1937), acteur
- Nancy Sinatra (1940), zangeres en actrice
- Mick Jagger (1943), Brits popmuzikant en -zanger
- Rod Stewart (1945), Brits popzanger
- Steven Spielberg (1946), regisseur en producent
- Sylvester Stallone (1946), acteur, scenarist en filmregisseur
- Ozzy Osbourne, (1948-2025), zanger
- Morten Tyldum (1967), Noors filmregisseur
- Kate Hudson (1979), actrice